# Carlo Fassi
Carlo Fassi (Milano, 20 dicembre 1929 – Losanna, 20 marzo 1997) è stato un pattinatore artistico su ghiaccio italiano, vincitore di medaglie agli europei e ai mondiali nel singolo uomini negli anni cinquanta. Dopo la carriera sportiva, si è trasferito negli Stati Uniti nel 1961, diventando uno degli allenatori più noti e influenti del pattinaggio di figura internazionale.

## Biografia
La prima competizione internazionale a cui partecipò Fassi furono le Olimpiadi di St. Moritz del 1948, le prime del dopoguerra. Fu in gara sia nel singolo, dove arrivò sedicesimo, sia in coppia con Grazia Barcellona, con cui arrivò al tredicesimo posto.
Nel 1949 fu quarto ai campionati europei di pattinaggio di figura, ed ottavo ai campionati mondiali. Nel 1950 si aggiudicò il bronzo agli europei, la prima medaglia vinta dall'Italia in una competizione internazionale di pattinaggio di figura. L'anno dopo confermò il terzo posto agli europei, mentre fu sesto ai mondiali.
Nel 1952 migliorò il suo risultato ai campionati europei di Vienna conquistando la medaglia d'argento, mentre alle Olimpiadi di Oslo e ai mondiali di Parigi fu sesto. Nel 1953 vinse finalmente il titolo europeo, che confermò anche l'anno successivo, e giunse sul podio anche ai mondiali, dove fu terzo.
Lasciate le competizioni dopo i campionati europei del 1954, diventò allenatore. Uno dei suoi primi allievi fu una giovane pattinatrice tedesca che divenne sua moglie e co-allenatrice, Christa Fassi.
Dopo il disastro aereo del 1961 in cui persero la vita tutti i pattinatori della nazionale statunitense e i loro allenatori, Fassi fu chiamato ad allenare negli Stati Uniti, dove diventò rapidamente uno dei coach più importanti. Inizialmente lavorò a Denver, in Colorado, poi presso la Broadmoor Arena di Colorado Springs, ed infine, dopo un breve periodo in Italia, si stabilì all'Ice Castle Rink di Lake Arrowhead in California.
Nel corso della sua carriera, Carlo Fassi fu l'allenatore di campioni olimpici e mondiali quali Peggy Fleming, Dorothy Hamill, John Curry, Robin Cousins, e Jill Trenary. Altri, come Scott Hamilton e Paul Wylie, furono suoi allievi nella parte iniziale della loro carriera. La fama dei coniugi Fassi era tale che pattinatori da tutto il mondo si trasferivano presso la loro sede di allenamento per essere seguiti da loro.
Oltre ad essere un eccellente tecnico, Fassi era considerato uno dei personaggi più influenti del mondo del pattinaggio di figura, molto abile nel portare i suoi allievi all'attenzione dei giudici. La sua popolarità, almeno in Nord America, era tale che Charles M. Schulz, l'autore dei Peanuts, lo usò come modello per l'alter ego di Snoopy come allenatore di pattinaggio di figura (ad esempio, nello special televisivo She's a Good Skate, Charlie Brown del 1980).
Carlo Fassi morì per un attacco cardiaco a Losanna nel corso dei campionati mondiali di pattinaggio di figura del 1997, dove era presente in qualità di allenatore della pattinatrice statunitense Nicole Bobek.

## Palmarès

### Individuale
| Internazionali            | Internazionali | Internazionali | Internazionali | Internazionali | Internazionali | Internazionali | Internazionali | Internazionali | Internazionali | Internazionali |
| Evento                    | 1945           | 1946           | 1947           | 1948           | 1949           | 1950           | 1951           | 1952           | 1953           | 1954           |
| ------------------------- | -------------- | -------------- | -------------- | -------------- | -------------- | -------------- | -------------- | -------------- | -------------- | -------------- |
| Giochi olimpici invernali |                |                |                | 15°            |                |                |                | 6°             |                |                |
| Campionati mondiali       |                |                |                |                | 8°             |                | 6°             | 6°             | 3°             |                |
| Campionati europei        |                |                |                |                | 4°             | 3°             | 3°             | 2°             | 1°             | 1°             |
| Nazionali                 |                |                |                |                |                |                |                |                |                |                |
| Campionati italiani       | 1°             | 1°             | 1°             | 1°             | 1°             | 1°             | 1°             | 1°             | 1°             | 1°             |

### Coppie con Barcellona
| Internazionali            | Internazionali | Internazionali | Internazionali | Internazionali | Internazionali | Internazionali | Internazionali | Internazionali | Internazionali |
| Evento                    | 1946           | 1947           | 1948           | 1949           | 1950           | 1951           | 1952           | 1953           | 1954           |
| ------------------------- | -------------- | -------------- | -------------- | -------------- | -------------- | -------------- | -------------- | -------------- | -------------- |
| Giochi olimpici invernali |                |                | 13°            |                |                |                |                |                |                |
| Campionati europei        |                |                |                | 9°             |                |                |                |                |                |
| National                  |                |                |                |                |                |                |                |                |                |
| Campionati italiani       | 1°             | 1°             | 1°             | 1°             | 1°             | 1°             | 1°             | 1°             | 1°             |